# 2014-es labdarúgó-világbajnokság-selejtező (CONCACAF – 2. forduló)
A 2014-es labdarúgó-világbajnokság észak-amerikai selejtezőjének 2. fordulójának mérkőzéseit tartalmazó lapja.
A második fordulóban az első forduló 5 továbbjutója és a selejtezők 7–25. helyen rangsorolt válogatottjai vettek részt, összesen 24 csapat. 6 darab négycsapatos csoportok képeztek, a csapatok oda-visszavágós, körmérkőzéses rendszerben mérkőztek meg egymással. A csoportok győztesei továbbjutottak a harmadik fordulóba. A csoportok sorsolását 2011. július 30-án tartották Rio de Janeiróban.
A mérkőzéseket 2011. szeptember 2-a és 2011. november 15-e között játszották le.

## Kiemelés
A csapatokat négy kalapba osztották a 2011. márciusi FIFA-világranglista alapján. A kalapokat 4–7-ig számozták be. A „4. kalapba” a rangsor 7–12., az „5. kalapba” a 13–18., a „6. kalapba” a 19–24. helyezettjei, a „7. kalapba” a 25. helyezett és az első forduló 5 továbbjutója került.
| 4. kalap                                                          | 5. kalap                                                                                       | 6. kalap                                                                                               | 7. kalap |
| ----------------------------------------------------------------- | ---------------------------------------------------------------------------------------------- | --- | --- |
| Panama · Kanada · Salvador · Grenada · Trinidad és Tobago · Haiti | Antigua és Barbuda · Guyana · Suriname · Saint Kitts és Nevis · Guatemala · Dominikai Közösség | Puerto Rico · Barbados · Curaçao · Saint Vincent és a Grenadine-szigetek · Kajmán-szigetek · Nicaragua | Bermuda · Bahama-szigetek (T) · Amerikai Virgin-szigetek (T) · Dominikai Köztársaság (T) · Saint Lucia (T) · Belize (T) |

Jegyzet
- T: Az 1. selejtezőkörből továbbjutott csapat, a sorsoláskor nem ismert.

## Eredmények

### A csoport
| Hely. | Csapat                | M | Gy | D | V | G+ | G– | Gk  | P  | Továbbjutás                       |     | Salvador | Dominikai Köztársaság | Suriname | Kajmán-szigetek |
| ----- | --------------------- | - | -- | - | - | -- | -- | --- | -- | --------------------------------- | --- | -------- | --------------------- | -------- | --------------- |
| 1.    | Salvador              | 6 | 6  | 0 | 0 | 20 | 5  | +15 | 18 | Továbbjutott a harmadik fordulóba |     | —        | 3–2                   | 4–0      | 4–0             |
| 2.    | Dominikai Köztársaság | 6 | 2  | 2 | 2 | 12 | 8  | +4  | 8  |                                   |     | 1–2      | —                     | 1–1      | 4–0             |
| 3.    | Suriname              | 6 | 2  | 1 | 3 | 5  | 11 | −6  | 7  |                                   | 1–3 | 1–3      | —                     | 1–0      |                 |
| 4.    | Kajmán-szigetek       | 6 | 0  | 1 | 5 | 2  | 15 | −13 | 1  |                                   | 1–4 | 1–1      | 0–1                   | —        |                 |

| 2011. szeptember 2. 19:30 (UTC–6) |

| Salvador                               | 3–2               | Dominikai Köztársaság |
| -------------------------------------- | ----------------- | --------------------- |
| Zelaya 54' 78' (11-esből) Bautista 64' | (0–0) Jegyzőkönyv | Cruz 66' Peralta 90'  |

| Estadio Cuscatlán, San Salvador Nézőszám: 25 272 Játékvezető: Luis Rodriguez De La Rosa (panamai) |

| 2011. szeptember 2. 18:00 (UTC–3) |

| Suriname             | 1–0               | Kajmán-szigetek |
| -------------------- | ----------------- | --------------- |
| Mando 11' (11-esből) | (1–0) Jegyzőkönyv |                 |

| André Kamperveen Stadion, Paramaribo Nézőszám: 1000 Játékvezető: Adrian Skeete (barbadosi) |

| 2011. szeptember 6. 19:30 (UTC–5) |

| Kajmán-szigetek       | 1–4               | Salvador                                |
| --------------------- | ----------------- | --------------------------------------- |
| Ebanks 74' (11-esből) | (0–0) Jegyzőkönyv | Bautista 50' Anaya 62' 80' Garcia 90+3' |

| Truman Bodden Stadium, George Town Nézőszám: 2200 Játékvezető: Elmar Rodas (guatemalai) |

| 2011. szeptember 6. 15:00 (UTC–4) |

| Dominikai Köztársaság | 1–1               | Suriname             |
| --------------------- | ----------------- | -------------------- |
| Ozuna 68'             | (0–1) Jegyzőkönyv | Mando 25' (11-esből) |

| Estadio Panamericano, San Cristóbal Nézőszám: 2300 Játékvezető: Raul Castro (hondurasi) |

| 2011. október 7. 15:05 (UTC–4) |

| Dominikai Köztársaság | 1–2               | Salvador                         |
| --------------------- | ----------------- | -------------------------------- |
| Ozuna 54'             | (0–1) Jegyzőkönyv | Romero 38' (11-esből) Blanco 67' |

| Estadio Panamericano, San Cristóbal Nézőszám: 2323 Játékvezető: Ricardo Cerdas Sanchez (Costa Rica-i) |

| 2011. október 7. 19:30 (UTC–5) |

| Kajmán-szigetek | 0–1               | Suriname    |
| --------------- | ----------------- | ----------- |
|                 | (0–0) Jegyzőkönyv | Drenthe 57' |

| Truman Bodden Stadium, George Town Nézőszám: 2100 Játékvezető: Edvin Jurisevic (USA) |

| 2011. október 11. 19:30 (UTC–6) |

| Salvador                                             | 4–0               | Kajmán-szigetek |
| ---------------------------------------------------- | ----------------- | --------------- |
| Turcios 6' Purdy 13' J. Alas 42' Sosa 88' (11-esből) | (3–0) Jegyzőkönyv |                 |

| Estadio Cuscatlán, San Salvador Nézőszám: 17 570 Játékvezető: Hugo Cruz Alvarado (Costa Rica-i) |

| 2011. október 11. 18:00 (UTC–3) |

| Suriname   | 1–3               | Dominikai Köztársaság |
| ---------- | ----------------- | --------------------- |
| Kwasie 80' | (0–1) Jegyzőkönyv | Faña 9' Ozuna 47' 75' |

| André Kamperveen Stadion, Paramaribo Nézőszám: 1200 Játékvezető: Paul Ward (kanadai) |

| 2011. november 11. 20:03 (UTC–3) |

| Suriname      | 1–3               | Salvador                   |
| ------------- | ----------------- | -------------------------- |
| Esperance 81' | (0–1) Jegyzőkönyv | Blanco 21' 58' Sánchez 78' |

| André Kamperveen Stadion, Paramaribo Nézőszám: 500 Játékvezető: Marcos Brea (kubai) |

| 2011. november 11. 15:00 (UTC–4) |

| Dominikai Köztársaság                            | 4–0               | Kajmán-szigetek |
| ------------------------------------------------ | ----------------- | --------------- |
| Navarro 17' Ozuna 38' Rodríguez 64' Morrillo 79' | (2–0) Jegyzőkönyv |                 |

| Estadio Panamericano, San Cristóbal Nézőszám: 1000 Játékvezető: Jose Guerrero (nicaraguai) |

| 2011. november 14. 19:30 (UTC–5) |

| Kajmán-szigetek | 1–1               | Dominikai Köztársaság |
| --------------- | ----------------- | --------------------- |
| M. Ebanks 73'   | (0–1) Jegyzőkönyv | García 41'            |

| Truman Bodden Stadium, George Town Játékvezető: James Matthew (Saint Kitts és Nevis-i) |

| 2011. november 15. 19:30 (UTC–6) |

| Salvador                      | 4–0               | Suriname |
| ----------------------------- | ----------------- | -------- |
| Romero 32' 62' Burgos 77' 83' | (1–0) Jegyzőkönyv |          |

| Estadio Cuscatlán, San Salvador Játékvezető: Javier Santos (Puerto Ricó-i) |

### B csoport
| Hely. | Csapat             | M | Gy | D | V | G+ | G– | Gk  | P  | Továbbjutás                       |     | Guyana | Trinidad és Tobago | Bermuda | Barbados |
| ----- | ------------------ | - | -- | - | - | -- | -- | --- | -- | --------------------------------- | --- | ------ | ------------------ | ------- | -------- |
| 1.    | Guyana             | 6 | 4  | 1 | 1 | 9  | 6  | +3  | 13 | Továbbjutott a harmadik fordulóba |     | —      | 2–1                | 2–1     | 2–0      |
| 2.    | Trinidad és Tobago | 6 | 4  | 0 | 2 | 12 | 4  | +8  | 12 |                                   |     | 3–0    | —                  | 1–0     | 4–0      |
| 3.    | Bermuda            | 6 | 3  | 1 | 2 | 8  | 7  | +1  | 10 |                                   | 1–1 | 2–1    | —                  | 2–1     |          |
| 4.    | Barbados           | 6 | 0  | 0 | 6 | 2  | 14 | −12 | 0  |                                   | 0–2 | 0–2    | 1–2                | —       |          |

| 2011. szeptember 2. 16:00 (UTC–4) |

| Trinidad és Tobago | 1–0               | Bermuda |
| ------------------ | ----------------- | ------- |
| Jones 45'          | (1–0) Jegyzőkönyv |         |

| Hasely Crawford Stadium, Port of Spain Nézőszám: 6000 Játékvezető: Jafeth Perea (panamai) |

| 2011. szeptember 2. 20:00 (UTC–4) |

| Guyana                  | 2–0               | Barbados |
| ----------------------- | ----------------- | -------- |
| Beveney 25' Pollard 75' | (1–0) Jegyzőkönyv |          |

| Providence Stadium, Providence Nézőszám: 4500 Játékvezető: Canaan St Catherine (Saint Lucia-i) |

| 2011. szeptember 6. 16:00 (UTC–4) |

| Barbados | 0–2               | Trinidad és Tobago     |
| -------- | ----------------- | ---------------------- |
|          | (0–1) Jegyzőkönyv | Daniel 20' Roberts 69' |

| Barbadosi Nemzeti Stadion, Bridgetown Nézőszám: 775 Játékvezető: Elmer Arturo Bonilla (salvadori) |

| 2011. szeptember 6. 20:00 (UTC–4) |

| Guyana        | 2–1               | Bermuda   |
| ------------- | ----------------- | --------- |
| Mills 50' 59' | (0–0) Jegyzőkönyv | Smith 90' |

| Providence Stadium, Providence Nézőszám: 3500 Játékvezető: Mark Geiger (USA) |

| 2011. október 7. 16:00 (UTC–4) |

| Barbados | 0–2               | Guyana               |
| -------- | ----------------- | -------------------- |
|          | (0–0) Jegyzőkönyv | Abrams 73' Nurse 87' |

| Barbadosi Nemzeti Stadion, Bridgetown Nézőszám: 2500 Játékvezető: Alain Georges (haiti) |

| 2011. október 7. 20:00 (UTC–3) |

| Bermuda               | 2–1               | Trinidad és Tobago |
| --------------------- | ----------------- | ------------------ |
| Russell 53' Wells 63' | (0–0) Jegyzőkönyv | Molino 81'         |

| Bermudai Nemzeti Stadion, Hamilton Nézőszám: 2243 Játékvezető: Jeffrey Solis (Costa Rica-i) |

| 2011. október 11. 17:00 (UTC–4) |

| Trinidad és Tobago            | 4–0               | Barbados |
| ----------------------------- | ----------------- | -------- |
| Peltier 6' 55' 63' Hector 90' | (1–0) Jegyzőkönyv |          |

| Hasely Crawford Stadium, Port of Spain Nézőszám: 3000 Játékvezető: Raymond Bogle (jamaicai) |

| 2011. október 11. 20:00 (UTC–3) |

| Bermuda   | 1–1               | Guyana     |
| --------- | ----------------- | ---------- |
| Nusum 71' | (0–0) Jegyzőkönyv | Shakes 81' |

| Bermudai Nemzeti Stadion, Hamilton Nézőszám: 2573 Játékvezető: Rudolph Angela (arubai) |

| 2011. november 11. 20:00 (UTC–4) |

| Guyana                 | 2–1               | Trinidad és Tobago |
| ---------------------- | ----------------- | ------------------ |
| Shakes 10' L. Cort 81' | (1–0) Jegyzőkönyv | Jones 90+3'        |

| Providence Stadium, Providence Nézőszám: 18 000 Játékvezető: Enrico Wijngaarde (surinamei) |

| 2011. november 11. 15:00 (UTC–4) |

| Bermuda                         | 2–1               | Barbados   |
| ------------------------------- | ----------------- | ---------- |
| Smith 28' (11-esből) Steede 49' | (1–1) Jegyzőkönyv | Adamson 7' |

| Bermudai Nemzeti Stadion, Hamilton Nézőszám: 1000 Játékvezető: Otto Barrios (guatemalai) |

| 2011. november 14. 20:00 (UTC–4) |

| Barbados        | 1–2               | Bermuda                        |
| --------------- | ----------------- | ------------------------------ |
| Grosvenor 90+1' | (0–0) Jegyzőkönyv | Wells 46' Smith 72' (11-esből) |

| Bermudai Nemzeti Stadion, Hamilton Játékvezető: Roberto Moreno (panamai) |

| 2011. november 15. 17:00 (UTC–4) |

| Trinidad és Tobago    | 2–0               | Guyana |
| --------------------- | ----------------- | ------ |
| Jones 59' Peltier 65' | (0–0) Jegyzőkönyv |        |

| Hasely Crawford Stadium, Port of Spain Játékvezető: Marlon Alfonso Mejia (salvadori) |

### C csoport
| Hely. | Csapat             | M | Gy | D | V | G+ | G– | Gk  | P  | Továbbjutás                       |     | Panama | Nicaragua | Dominikai Közösség |
| ----- | ------------------ | - | -- | - | - | -- | -- | --- | -- | --------------------------------- | --- | ------ | --------- | ------------------ |
| 1.    | Panama             | 4 | 4  | 0 | 0 | 15 | 2  | +13 | 12 | Továbbjutott a harmadik fordulóba |     | —      | 5–1       | 3–0                |
| 2.    | Nicaragua          | 4 | 2  | 0 | 2 | 5  | 7  | −2  | 6  |                                   |     | 1–2    | —         | 1–0                |
| 3.    | Dominikai Közösség | 4 | 0  | 0 | 4 | 0  | 11 | −11 | 0  |                                   | 0–5 | 0–2    | —         |                    |

- A Bahama-szigetek 2011. augusztus 19-én visszalépett. A helyére nem került csapat, a C csoportban csak három csapat szerepelt.[2][3][4]

| 2011. szeptember 2. 18:00 (UTC–4) |

| Dominikai Közösség | 0–2               | Nicaragua                |
| ------------------ | ----------------- | ------------------------ |
|                    | (0–2) Jegyzőkönyv | Leguías 1' Rodríguez 36' |

| Windsor Park, Roseau Nézőszám: 3000 Játékvezető: Valdin Legister (jamaicai) |

| 2011. szeptember 6. 19:00 (UTC–6) |

| Nicaragua          | 1–2               | Panama              |
| ------------------ | ----------------- | ------------------- |
| Torres 19' (öngól) | (1–1) Jegyzőkönyv | Tejada 7' Pérez 50' |

| Dennis Martínez Nemzeti Stadion, Managua Nézőszám: 15 000 Játékvezető: Oscar Reyna (guatemalai) |

| 2011. október 7. 18:00 (UTC–4) |

| Dominikai Közösség | 0–5               | Panama                                           |
| ------------------ | ----------------- | ------------------------------------------------ |
|                    | (0–2) Jegyzőkönyv | Waithe 26' 88' Tejada 34' Pérez 55' Buitrago 62' |

| Windsor Park, Roseau Nézőszám: 4000 Játékvezető: Enrico Wijngaarde (surinamei) |

| 2011. október 11. 20:00 (UTC–5) |

| Panama                           | 5–1               | Nicaragua |
| -------------------------------- | ----------------- | --------- |
| Tejada 27' 64' Pérez 48' 51' 87' | (1–0) Jegyzőkönyv | Reyes 88' |

| Estadio Rommel Fernández, Panamaváros Nézőszám: 10 846 Játékvezető: Edenilson Ventura (salvadori) |

| 2011. november 11. 19:00 (UTC–6) |

| Nicaragua   | 1–0               | Dominikai Közösség |
| ----------- | ----------------- | ------------------ |
| Leguías 57' | (0–0) Jegyzőkönyv |                    |

| Dennis Martínez Nemzeti Stadion, Managua Nézőszám: 2100 Játékvezető: Hugo Cruz Alvarado (Costa Rica-i) |

| 2011. november 15. 20:00 (UTC–5) |

| Panama                              | 3–0               | Dominikai Közösség |
| ----------------------------------- | ----------------- | ------------------ |
| Blackburn 7' Buitrago 21' Pérez 84' | (2–0) Jegyzőkönyv |                    |

| Estadio Rommel Fernández, Panamaváros Játékvezető: Terry Vaughn (USA) |

### D csoport
| Hely. | Csapat               | M | Gy | D | V | G+ | G– | Gk  | P  | Továbbjutás                       |     | Kanada | Puerto Rico | Saint Kitts és Nevis | Saint Lucia |
| ----- | -------------------- | - | -- | - | - | -- | -- | --- | -- | --------------------------------- | --- | ------ | ----------- | -------------------- | ----------- |
| 1.    | Kanada               | 6 | 4  | 2 | 0 | 18 | 1  | +17 | 14 | Továbbjutott a harmadik fordulóba |     | —      | 0–0         | 4–0                  | 4–1         |
| 2.    | Puerto Rico          | 6 | 2  | 3 | 1 | 8  | 4  | +4  | 9  |                                   |     | 0–3    | —           | 1–1                  | 3–0         |
| 3.    | Saint Kitts és Nevis | 6 | 1  | 4 | 1 | 6  | 8  | −2  | 7  |                                   | 0–0 | 0–0    | —           | 1–1                  |             |
| 4.    | Saint Lucia          | 6 | 0  | 1 | 5 | 4  | 23 | −19 | 1  |                                   | 0–7 | 0–4    | 2–4         | —                    |             |

| 2011. szeptember 2. 20:00 (UTC–4) |

| Kanada                                                 | 4–1               | Saint Lucia |
| ------------------------------------------------------ | ----------------- | ----------- |
| Simpson 6' 61' De Rosario 51' (11-esből) Johnson 90+1' | (1–1) Jegyzőkönyv | Paul 7'     |

| BMO Field, Toronto Nézőszám: 11 500 Játékvezető: Jair Marrufo (USA) |

| 2011. szeptember 2. 20:00 (UTC–4) |

| Saint Kitts és Nevis | 0–0         | Puerto Rico |
| -------------------- | ----------- | ----------- |
|                      | Jegyzőkönyv |             |

| Warner Park, Basseterre Nézőszám: 2500 Játékvezető: Ricardo Arellano (mexikói) |

| 2011. szeptember 6. 20:00 (UTC–4) |

| Puerto Rico | 0–3               | Kanada                              |
| ----------- | ----------------- | ----------------------------------- |
|             | (0–1) Jegyzőkönyv | Hume 41' Jackson 84' Ricketts 90+2' |

| Estadio Juan Ramón Loubriel, Bayamón Nézőszám: 4000 Játékvezető: Enrico Wijngaarde (surinamei) |

| 2011. szeptember 6. 18:00 (UTC–4) |

| Saint Lucia           | 2–4               | Saint Kitts és Nevis                     |
| --------------------- | ----------------- | ---------------------------------------- |
| Pierre 65' Valcin 84' | (0–4) Jegyzőkönyv | Lake 6' Howe 12' Jeffers 14' Elliott 44' |

| Beausejour Stadium, Gros Islet Nézőszám: 2005 Játékvezető: Kevin Thomas (jamaicai) |

| 2011. október 7. 18:00 (UTC–4) |

| Saint Lucia | 0–7               | Kanada                                          |
| ----------- | ----------------- | ----------------------------------------------- |
|             | (0–4) Jegyzőkönyv | Jackson 19' 27' 39' Occean 35' 52' Hume 73' 86' |

| Beausejour Stadium, Gros Islet Nézőszám: 1005 Játékvezető: Rolando Vidal (jamaicai) |

| 2011. október 7. 20:00 (UTC–4) |

| Puerto Rico | 1–1               | Saint Kitts és Nevis |
| ----------- | ----------------- | -------------------- |
| Cabrero 34' | (1–0) Jegyzőkönyv | Lake 58'             |

| Estadio Juan Ramón Loubriel, Bayamón Játékvezető: Neal Brizan (surinamei) |

| 2011. október 11. 19:00 (UTC–4) |

| Kanada | 0–0         | Puerto Rico |
| ------ | ----------- | ----------- |
|        | Jegyzőkönyv |             |

| BMO Field, Toronto Nézőszám: 12 178 Játékvezető: Stanley Lancaster (guyanai) |

| 2011. október 11. 20:00 (UTC–4) |

| Saint Kitts és Nevis | 1–1               | Saint Lucia |
| -------------------- | ----------------- | ----------- |
| Lake 83'             | (0–0) Jegyzőkönyv | Valcin 74'  |

| Warner Park, Basseterre Nézőszám: 1000 Játékvezető: Adrian Skeete (barbadosi) |

| 2011. november 11. 20:00 (UTC–4) |

| Saint Kitts és Nevis | 0–0         | Kanada |
| -------------------- | ----------- | ------ |
|                      | Jegyzőkönyv |        |

| Warner Park, Basseterre Nézőszám: 4000 Játékvezető: Elmer Arturo Bonilla (salvadori) |

| 2011. november 11. 20:00 (UTC–4) |

| Saint Lucia | 0–4               | Puerto Rico                          |
| ----------- | ----------------- | ------------------------------------ |
|             | (0–2) Jegyzőkönyv | Arrieta 4' Ramos 14' 46' Cabrero 54' |

| Juan Ramón Loubriel Stadium, Bayamón (Puerto Rico) Nézőszám: 350 Játékvezető: Kenville Holder (kajmán-szigeteki) |

| 2011. november 14. 20:00 (UTC–4) |

| Puerto Rico               | 3–0               | Saint Lucia |
| ------------------------- | ----------------- | ----------- |
| Ramos 13' 86' Marrero 88' | (1–0) Jegyzőkönyv |             |

| Mayagüez Athletics Stadium, Mayagüez Játékvezető: Bryan Willett (Antigua és Barbuda-i) |

| 2011. november 15. 19:00 (UTC–5) |

| Kanada                                                          | 4–0               | Saint Kitts és Nevis |
| --------------------------------------------------------------- | ----------------- | -------------------- |
| Occean 27' De Rosario 35' (11-esből) Simpson 45+3' Ricketts 88' | (3–0) Jegyzőkönyv |                      |

| BMO Field, Toronto Játékvezető: Ricardo Cerdas Sanchez (Costa Rica-i) |

### E csoport
| Hely. | Csapat                                | M | Gy | D | V | G+ | G– | Gk  | P  | Továbbjutás                       |     | Guatemala | Belize | Saint Vincent és a Grenadine-szigetek | Grenada |
| ----- | ------------------------------------- | - | -- | - | - | -- | -- | --- | -- | --------------------------------- | --- | --------- | ------ | ------------------------------------- | ------- |
| 1.    | Guatemala                             | 6 | 6  | 0 | 0 | 19 | 3  | +16 | 18 | Továbbjutott a harmadik fordulóba |     | —         | 3–1    | 4–0                                   | 3–0     |
| 2.    | Belize                                | 6 | 2  | 1 | 3 | 9  | 10 | −1  | 7  |                                   |     | 1–2       | —      | 1–1                                   | 1–4     |
| 3.    | Saint Vincent és a Grenadine-szigetek | 6 | 1  | 2 | 3 | 4  | 12 | −8  | 5  |                                   | 0–3 | 0–2       | —      | 2–1                                   |         |
| 4.    | Grenada                               | 6 | 1  | 1 | 4 | 7  | 14 | −7  | 4  |                                   | 1–4 | 0–3       | 1–1    | —                                     |         |

| 2011. szeptember 2. 15:30 (UTC–4) |

| Grenada | 0–3               | Belize                      |
| ------- | ----------------- | --------------------------- |
|         | (0–1) Jegyzőkönyv | McCaulay 11' 79' Róches 35' |

| Queen's Park, St. George’s Nézőszám: 2600 Játékvezető: David Rubalcaba (kubai) |

| 2011. szeptember 2. 20:00 (UTC–6) |

| Guatemala                                     | 4–0               | Saint Vincent és a Grenadine-szigetek |
| --------------------------------------------- | ----------------- | ------------------------------------- |
| Pappa 14' Flores 30' Rodríguez 52' Garcia 71' | (2–0) Jegyzőkönyv |                                       |

| Estadio Mateo Flores, Guatemalaváros Nézőszám: 24 000 Játékvezető: Erick Andino (hondurasi) |

| 2011. szeptember 6. 16:05 (UTC–6) |

| Belize       | 1–2               | Guatemala            |
| ------------ | ----------------- | -------------------- |
| McCaulay 76' | (0–1) Jegyzőkönyv | Cabrera 4' López 75' |

| FFB Field, Belmopan Nézőszám: 3027 Játékvezető: Marlon Alfonso Mejia (salvadori) |

| 2011. szeptember 18. 15:00 (UTC–4) |

| Saint Vincent és a Grenadine-szigetek | 2–1               | Grenada       |
| ------------------------------------- | ----------------- | ------------- |
| M. Samuel 27' Stewart 71'             | (1–0) Jegyzőkönyv | Langaigne 76' |

| Arnos Vale Stadium, Kingstown Nézőszám: 2500 Játékvezető: Paul Ward (kanadai) |

| 2011. október 7. 15:30 (UTC–6) |

| Belize      | 1–4               | Grenada                                        |
| ----------- | ----------------- | ---------------------------------------------- |
| Simpson 90' | (0–2) Jegyzőkönyv | Rennie 37' Julien 41' L. Joseph 50' Murray 80' |

| FFB Field, Belmopan Nézőszám: 1200 Játékvezető: Franklin Jarquin (nicaraguai) |

| 2011. október 7. 15:05 (UTC–4) |

| Saint Vincent és a Grenadine-szigetek | 0–3               | Guatemala                        |
| ------------------------------------- | ----------------- | -------------------------------- |
|                                       | (0–1) Jegyzőkönyv | Rodríguez 44' 57' Pezzarossi 55' |

| Arnos Vale Stadium, Kingstown Nézőszám: 3000 Játékvezető: Marcos Brea (kubai) |

| 2011. október 11. 20:00 (UTC–6) |

| Guatemala                                            | 3–1               | Belize       |
| ---------------------------------------------------- | ----------------- | ------------ |
| Gallardo 8' (11-esből) López 65' Ruiz 78' (11-esből) | (1–1) Jegyzőkönyv | McCaulay 31' |

| Estadio Mateo Flores, Guatemalaváros Nézőszám: 21 107 Játékvezető: Jose Penaloza (mexikói) |

| 2011. október 15. 15:00 (UTC–4) |

| Grenada      | 1–1               | Saint Vincent és a Grenadine-szigetek |
| ------------ | ----------------- | ------------------------------------- |
| Murray 90+2' | (0–0) Jegyzőkönyv | M. Samuel 62'                         |

| Queen's Park, St. George’s Nézőszám: 2000 Játékvezető: Bryan Willett (Antigua és Barbuda-i) |

| 2011. november 11. 20:00 (UTC–6) |

| Guatemala                 | 3–0               | Grenada |
| ------------------------- | ----------------- | ------- |
| García 1' 31' Padilla 45' | (3–0) Jegyzőkönyv |         |

| Estadio Mateo Flores, Guatemalaváros Nézőszám: 13 710 Játékvezető: Neal Brizan (Trinidad és Tobagó-i) |

| 2011. november 11. 15:30 (UTC–6) |

| Belize       | 1–1               | Saint Vincent és a Grenadine-szigetek |
| ------------ | ----------------- | ------------------------------------- |
| McCaulay 22' | (1–1) Jegyzőkönyv | Stewart 11'                           |

| FFB Field, Belmopan Nézőszám: 300 Játékvezető: Adrian Skeete (barbadosi) |

| 2011. november 15. 15:00 (UTC–4) |

| Grenada               | 1–4               | Guatemala                                               |
| --------------------- | ----------------- | ------------------------------------------------------- |
| Rennie 37' (11-esből) | (1–0) Jegyzőkönyv | Mark 77' (öngól) 90+2' (öngól) Thompson 78' Ramírez 85' |

| Queen's Park, St. George’s Játékvezető: Rudolph Angela (arubai) |

| 2011. november 15. 15:00 (UTC–4) |

| Saint Vincent és a Grenadine-szigetek | 0–2               | Belize                      |
| ------------------------------------- | ----------------- | --------------------------- |
|                                       | (0–0) Jegyzőkönyv | McCaulay 75' 78' (11-esből) |

| Arnos Vale Stadium, Kingstown Játékvezető: Kevin Thomas (jamaicai) |

### F csoport
| Hely. | Csapat                   | M | Gy | D | V | G+ | G– | Gk  | P  | Továbbjutás                       |     | Antigua és Barbuda | Haiti | Curaçao | Amerikai Virgin-szigetek |
| ----- | ------------------------ | - | -- | - | - | -- | -- | --- | -- | --------------------------------- | --- | ------------------ | ----- | ------- | ------------------------ |
| 1.    | Antigua és Barbuda       | 6 | 5  | 0 | 1 | 28 | 5  | +23 | 15 | Továbbjutott a harmadik fordulóba |     | —                  | 1–0   | 5–2     | 10–                      |
| 2.    | Haiti                    | 6 | 4  | 1 | 1 | 21 | 6  | +15 | 13 |                                   |     | 2–1                | —     | 2–2     | 6–0                      |
| 3.    | Curaçao                  | 6 | 2  | 1 | 3 | 15 | 15 | 0   | 7  |                                   | 0–3 | 2–4                | —     | 6–1     |                          |
| 4.    | Amerikai Virgin-szigetek | 6 | 0  | 0 | 6 | 2  | 40 | −38 | 0  |                                   | 1–8 | 0–7                | 0–3   | —       |                          |

| 2011. szeptember 2. 15:00 (UTC–5) |

| Haiti                                                                  | 6–0               | Amerikai Virgin-szigetek |
| ---------------------------------------------------------------------- | ----------------- | ------------------------ |
| Marcelin 19' Maurice 34' Pierre-Louis 45' Monuma 62' Alexandre 65' 77' | (3–0) Jegyzőkönyv |                          |

| Stade Sylvio Cator, Port-au-Prince Nézőszám: 12 000 Játékvezető: Hugo Cruz Alvarado (Costa Rica-i) |

| 2011. szeptember 2. 19:00 (UTC–4) |

| Antigua és Barbuda                               | 5–2               | Curaçao                 |
| ------------------------------------------------ | ----------------- | ----------------------- |
| Joseph 35' Griffith 40' Thomas 55' Byers 72' 85' | (2–1) Jegyzőkönyv | Meulens 10' Siberie 71' |

| Sir Vivian Richards Stadium, North Sound Nézőszám: 2000 Játékvezető: Javier Santos (Puerto Ricó-i) |

| 2011. szeptember 6. 20:00 (UTC–4) |

| Curaçao                         | 2–4               | Haiti                                               |
| ------------------------------- | ----------------- | --------------------------------------------------- |
| Colina 28' Zimmerman 43' (pen.) | (2–1) Jegyzőkönyv | Lafrance 37' Marcelin 58' Sirin 60' Saint-Preux 80' |

| Ergilio Hato Stadion, Willemstad Nézőszám: 5000 Játékvezető: Jeffrey Solis (Costa Rica-i) |

| 2011. szeptember 6. 15:30 (UTC–4) |

| Amerikai Virgin-szigetek | 1–8               | Antigua és Barbuda                                                                |
| ------------------------ | ----------------- | --------------------------------------------------------------------------------- |
| Brown 48'                | (0–2) Jegyzőkönyv | Christian 18' Byers 38' (11-esből) 49' 57' Cochrane 47' Dublin 54' Burton 68' 82' |

| Paul E. Joseph Stadium, Frederiksted Nézőszám: 250 Játékvezető: Stanley Lancaster (guyanai) |

| 2011. október 7. 16:00 (UTC–4) |

| Amerikai Virgin-szigetek | 0–7               | Haiti                                                                         |
| ------------------------ | ----------------- | ----------------------------------------------------------------------------- |
|                          | (0–2) Jegyzőkönyv | Maurice 5' 65' (11-esből) 82' Jaggy 11' Goreux 57' 64' Belfort 73' (11-esből) |

| Paul E. Joseph Stadium, Frederiksted Nézőszám: 406 Játékvezető: Kevile Holder (kajmán-szigeteki) |

| 2011. október 7. 20:00 (UTC–4) |

| Curaçao | 0–1               | Antigua és Barbuda |
| ------- | ----------------- | ------------------ |
|         | (0–0) Jegyzőkönyv | T. Thomas 74'      |

| Ergilio Hato Stadion, Willemstad Nézőszám: 2563 Játékvezető: Oscar Reyna (guatemalai) |

| 2011. október 11. 15:00 (UTC–5) |

| Haiti                              | 2–2               | Curaçao             |
| ---------------------------------- | ----------------- | ------------------- |
| Maurice 25' (11-esből) Belfort 60' | (1–2) Jegyzőkönyv | Siberie 7' Bito 14' |

| Stade Sylvio Cator, Port-au-Prince Nézőszám: 7800 Játékvezető: Leon Clarke (Saint Lucia-i) |

| 2011. október 11. 19:00 (UTC–4) |

| Antigua és Barbuda                                                                | 10–0              | Amerikai Virgin-szigetek |
| --------------------------------------------------------------------------------- | ----------------- | ------------------------ |
| T. Thomas 7' 41' 78' Byers 24' 31' 40' Burton 55' 65' J. Thomas 86' Murtagh 90+2' | (5–0) Jegyzőkönyv |                          |

| Sir Vivian Richards Stadium, North Sound Nézőszám: 1500 Játékvezető: James Matthew (Saint Kitts és Nevis-i) |

| 2011. november 11. 19:00 (UTC–4) |

| Antigua és Barbuda | 1–0               | Haiti |
| ------------------ | ----------------- | ----- |
| Skepple 81'        | (0–0) Jegyzőkönyv |       |

| Sir Vivian Richards Stadium, North Sound Nézőszám: 8000 Játékvezető: Jose Pineda (hondurasi) |

| 2011. november 11. 16:00 (UTC–4) |

| Amerikai Virgin-szigetek | 0–3               | Curaçao                 |
| ------------------------ | ----------------- | ----------------------- |
|                          | (0–3) Jegyzőkönyv | Siberie 8' 14' Bito 26' |

| Paul E. Joseph Stadium, Frederiksted Nézőszám: 210 Játékvezető: Mauricio Navarro (kanadai) |

| 2011. november 15. 15:00 (UTC–5) |

| Haiti                  | 2–1               | Antigua és Barbuda |
| ---------------------- | ----------------- | ------------------ |
| Aveska 60' Belfort 65' | (0–1) Jegyzőkönyv | T. Thomas 9'       |

| Stade Sylvio Cator, Port-au-Prince Játékvezető: Baldomero Toledo (USA) |

| 2011. november 15. 20:00 (UTC–4) |

| Curaçao                                                   | 6–1               | Amerikai Virgin-szigetek |
| --------------------------------------------------------- | ----------------- | ------------------------ |
| Carmedlia 33' 78' Siberie 39' 85' Espacia 73' Cijntje 89' | (2–0) Jegyzőkönyv | Cornelius 50'            |

| Ergilio Hato Stadion, Willemstad Játékvezető: Valdin Legister (jamaicai) |